# خيري العريدي
خيري ناجي عبد الفتاح العريدي (15 أكتوبر 1947 في حوسان - ) عالم اجتماع ودبلوماسي فلسطيني.

## التحصيل العلمي
حصل على شهادة الدراسة الثانوية العامة من مدرسة ذكور بيت لحم الثانوية، وفي عام 1970 حصل على درجة البكالوريوس في الفلسفة وعلم النفس والاجتماع من جامعة بيروت العربية، ثم حصل في عام 1985 على درجة الماجستير في العلاقات الدولية من معهد موسكو الحكومي للعلاقات الدولية، ولاحقًا في عام 2001 حصل على درجة الدكتوراه في العلوم السياسية من الأكاديمية الدبلوماسية التابعة لوزارة الخارجية الروسية.

## الحياة العملية
عُين في عام 1986 مستشارًا لرئيس منظمة التحرير الفلسطينية ياسر عرفات لشؤون دول أوروبا الشرقية. وفي 3 يوليو 1995، عُين مديرًا عامًا في ديوان الرئاسة، ثم لاحقًا في عام 1996 عُين سفيرًا فوق العادة مفوضًا لدولة فلسطين لدى روسيا واستمر فيها حتى عام 2005 عندما قُرر نقله سفيرًا فوق العادة مفوضًا لدولة فلسطين لدى الإمارات واستمر فيها حتى عام 2013.

## أوسمة
- في 9 يونيو 2007، منحته روسيا الاتحادية وسام جورتشيكوف من الدرجة الأولى.[5]

## حياته الشخصية
العريدي متزوج من ثناء العريدي ولهما ست أبناء.